# Orobi
Gli Orobi o Orumobii o Orumbovii sono una popolazione che abitava le valli bergamasche, lecchesi e comasche in epoca preistorica.

## Storia
Plinio il Vecchio, riportando le parole di Origines, un'opera di Catone il Censore andata dispersa, attribuisce loro la fondazione di Como, Bergamo, Licini Forum e Parra: 
(Plinio il Vecchio)
Nei numerosi manoscritti della Naturalis Historia pervenutici e conservati nelle biblioteche europee, generalmente viene trascritto il nome Orobii. In quello maggiore del 1469, considerato il più antico, compare Orumbovii ed in quello leidense, pure ritenuto tra i più antichi, Orumobii. Una volta compare Orumbivi.

Gli storici classici, come Plinio stesso, li ritengono di origine greca, facendo risalire l'etimologia del nome dal greco "Ορων βιον" .  Differente è l'interpretazione moderna.   
Una migliore analisi del nome, rivela una più probabile origine ligure: or è un termine preindoeuropeo che significa acqua [I liguri non erano pre-indoeuropei, né presenti nell'area, comunque un origine pre-indoeuropea del nome rimane possibile] e bo è un termine indoeuropeo dato alle abitazioni. Considerando che il nome Orumbovi venne trasmesso ai Romani dai Galli, nulla di più logico che interpretarlo come "coloro che abitano sull'acqua o palafitticoli".

## Archeologia
In ambito archeologico, l'ambiente culturale in cui si è sviluppata la Lombardia nel primo millennio a.C. è la Cultura di Golasecca. I "Golasecchiani" abitavano un territorio esteso circa 20.000 km², dallo spartiacque alpino al Po, dalla Valsesia al Serio.

La Cultura di Golasecca si è quindi sviluppata in un ambito molto disomogeneo, sia dal punto di vista territoriale che cronologico: inizia nel XIII secolo a.C. con la Cultura di Canegrate e terminata con le invasioni galliche.

Gli Orobi quindi, insieme ad altri popoli che gli autori classici ci confermano abitassero in queste regioni, come i Lepontii, i Moesiates, gli Insubres ed i Laevi sono formatasi attraverso la penetrazione di genti provenienti dalle regioni del Reno e del Danubio nell'Italia nord-occidentale in età molto più antica delle invasioni celtiche storiche del IV secolo a.C. e stanziatisi tra l'Oglio ed il Ticino.